# مجموعه مولد یک گروه

مجموعه مولد یک گروه

در جبر مجرد، مجموعه مولد یک گروه (به انگلیسی: Generating Set of a Group)، زیرمجموعه‌ای از یک گروه است، چنان‌که هر عنصر گروه را بتوان به صورت ترکیبی از ضرب (تحت عمل دوتایی گروه) تعداد متناهی از اعضای آن مجموعه و معکوس‌هایشان بدست آورد.
به بیان دیگر، اگر {\displaystyle S} زیرمجموعه‌ای از گروهی چون {\displaystyle G} باشد، آنگاه {\displaystyle \langle S\rangle } را زیرگروه تولیدشده توسط {\displaystyle {\it {S}}} نامیده که کوچکترین زیرگروه شامل {\displaystyle S} از {\displaystyle G} است. به‌طور معادل، این گروه برابر با اشتراک تمام زیرگروه‌های شامل {\displaystyle S} می‌باشد.